# Oceana megye
Oceana megye az Amerikai Egyesült Államokban, azon belül Michigan államban található. Megyeszékhelye és legnagyobb városa Hart. Lakosainak száma 26 659 fő (2020. április 1.). Oceana megye Mason, Muskegon, Lake, Newaygo, Ozaukee és Sheboygan megyékkel határos.

## Népesség
A megye népességének változása:
| Lakosok száma | 26 521 | 26 440 | 26 297 | 26 245 | 26 105 | 26 659 |
|               | 2010   | 2011   | 2012   | 2013   | 2015   | 2020   |